# Batailles de Bohorodychne et de Krasnopillia
Invasion de l'Ukraine par la Russie de 2022
Batailles
Offensive de Kiev (Jytomyr, Kiev) : 
- 1re Hostomel
- Tchernobyl
- Ivankiv
- Kiev
- 2e Hostomel
- Vassylkiv
- Boutcha
- Irpin
  - Bombardement de réfugiés
- Jytomyr
- Mochtchoun
- Makariv
- Brovary

Offensive du Nord (Tchernihiv, Soumy) :
- Hloukhiv
- Slavoutytch
- Bombardements
- Soumy
- Trostianets
- Tchernihiv
- Okhtyrka
- Lebedyn
- Konotop
- Romny
- Desna
- Escarmouches frontalières

Russie  (Briansk, Belgorod) :
- Incursions en Russie occidentale
  - Oblast de Briansk
  - Oblasts de Belgorod et de Koursk
    - Incursions de 2024

  - Bombardement de Belgorod
- Oblast de Koursk (août 2024)

Campagne de l'Est (Donetsk, Louhansk, Kharkiv)
Kharkiv :
- 1re Kharkiv
  - Tchouhouïv
  - Bombardements : en février
  - en mars
  - en avril
  - du bâtiment administratif
- Izioum
- 2e Kharkiv
  - Balaklia
  - 1re Koupiansk
  - Chevtchenkove
- 3e Kharkiv

Nord du Donbass:
- Starobilsk
- Sloviansk
  - Dovhenke
  - 1re Lyman
  - Sviatohirsk
  - Bohorodychne et Krasnopillia
  - Bombardements : Bilohorivka
  - Kramatorsk
- Sievierodonetsk
  - Kreminna
  - Donets
  - Roubijné
  - Popasna
  - Tochkivka
  - Massacre
- Lyssytchansk
- 2e Kharkiv
  - Balaklia
  - 1re Koupiansk
  - Chevtchenkove
  - 2e Lyman
- Oblast de Louhansk
  - Ligne Svatove-Kreminna
  - Serebryansky
  - 2e Koupiansk

 Centre du Donbass:
- Horlivka
- Popasna
- Svitlodarsk
- Bakhmout
  - Soledar
- Siversk
- Tchassiv Iar
- Toretsk
- Kourakhove
- Velyka Novossilka
- Novopavlivka

Sud du Donbass :
- Volnovakha
- Marioupol
  - Bombardements : de l'hôpital
  - du théâtre
  - de l'école d'art
- Pisky
- Vouhledar
  - Pavlivka
- Marïnka
- Contre-offensive de 2023
- Avdiïvka
- Novomykhaïlivka
- Pokrovsk
  - Krasnohorivka
  - Toretsk
- Bombardements :
- Makiïvka
- Donetsk

Campagne du Sud (Mykolaïv, Kherson, Zaporijjia)
- 1re Kherson
- Odessa
- Melitopol
- Mykolaïv
  - Bombardements : à fragmentation
  - du bâtiment administratif
- 1re Berdiansk
- Zaporijjia
- Tchornobaïvka
- Enerhodar
- Voznessensk
- Houliaïpole
- Davydiv Brid
- 2e Berdiansk
- Nova Kakhovka
- 2e Kherson
  - Doudtchany
- Dniepr
- Tchoulakivka
- Contre-offensive de 2023
  - Robotyne

Frappes aériennes dans l'Ouest et le Centre de l'Ukraine
- Lviv (02/2022)
- Vinnytsia (03/2022)
- Yavoriv (03/2022)
- Deliatyne (03/2022)
- Dnipro
- Rivne

Guerre navale
- Île des Serpents (02/2022)
- Moskva (04/2022)

Attaques en Crimée
- Novofedorivka (08/2022)
- Djankoï (08/2022)
- Pont de Crimée (10/2022)
- Base navale de Sébastopol (10/2022)
- Pont de Crimée (07/2023)
- Base navale de Sébastopol (09/2023)

Débordement
- Aéroport de Millerovo
- Sabotages en Russie
- Attaques en Transnistrie
- Sabotage des gazoducs Nord Stream
- Terrain d'entraînement militaire de Soloti
- Explosions en Pologne
- Bases aériennes de Dyagilevo et Engels-2
- Base aérienne de Minsk-Matchoulichtchi
- Crise russo-moldave de 2023
  - Accusations de tentative de coup d'État en Moldavie
- Incident de drone de 2023 en mer Noire
- Rébellion du groupe Wagner

Massacres
- Tchernihiv
- Boutcha
- Borodianka
- Olenivka
- Izioum

Les batailles de Bohorodychne et Krasnopillia sont une série d'engagements militaires dans et autour des villages de Bohorodychne et Krasnopillia, à 20 kilomètres au nord de la ville de Sloviansk, entre les Forces armées ukrainiennes et les Forces armées de la fédération de Russie et leurs alliés lors de l'offensive du Donbass.

## Contexte
Les forces russes prennent Izioum, une intersection ferroviaire stratégique de la ville dans l'est de l'oblast de Kharkiv,,. Le lendemain, dans une interview pour Ukrinform, l'adjoint au maire d'Izioum, Volodymyr Matsokin, affirme que 80% des bâtiments résidentiels de la ville ont été détruits et qu'il n'y a plus ni électricité, chauffage, ni eau en raison de la récente bataille. Quelques jours plus tard, lors de la offensive du Donbass vers laquelle la Russie et l'Ukraine déplacent leurs ressources, Kreminna devient la première ville à tomber aux mains des Russes et des séparatistes le 18 avril. Le gouverneur de l'oblast de Louhansk, Serhiy Haidaï, rapporte que 200 civils ont été tués, bien que le nombre de victimes puisse être beaucoup plus élevé qu'annoncé. Des responsables ukrainiens rapportent le 25 avril que des forces russes ont été tuées dans une explosion de gaz dans l'hôtel de ville de Kreminna, occupé par des Russes. Les 27 mai et 8 juin respectivement, les dernières villes sous contrôle ukrainien au nord du fleuve Donets, Lyman et Sviatohirsk, tombent aux mains des forces russes et séparatistes. Après avoir pris le contrôle de ces villes, le champ de bataille se déplace vers les forêts et les villages entre Izioum et Sloviansk, qui comprend les villages de Dolgenkoïe, Bohorodychne et Krasnopillia.
Bohorodychne et Krasnopillia sont stratégiques en raison de leur emplacement au sud de la rivière Donets. Depuis fin mai, les troupes russes conquièrent toutes les villes tenues par les Ukrainiens au nord du fleuve, bien que leurs tentatives de le traverser soient déjouées par l'armée ukrainienne. En s'emparant de Bohorodychne et Krasnopillia, les forces russes et séparatistes pourraient pousser vers le sud jusqu'à Sloviansk et Kramatorsk, deux des dernières grandes villes ukrainiennes de l'oblast de Donetsk formant un axe majeur de la bataille du Donbass,. Le maire de Sloviansk, Vadim Liak, appelle le 6 juillet à évacuer les habitants en raison de la récente augmentation des bombardements dans les zones civiles et de la possibilité de combats dans la ville.

## Bataille

### Premières offensives vers les deux villes
La première offensive vers Krasnopillia commence le 7 juin, lorsque les forces combinées russes et LPR lancent une offensive à travers les forêts au sud d'Izioum, Sviatohirsk, Synychyne et Studenok, vers la ville de Sloviansk, mais sont arrêtées à Bohorodychne et Krasnopillia. Le 17 juin, les troupes russes et la RPL relancent l'offensive, tentant cette fois-ci une percée plus sérieuse près des villes. Cette tentative est repoussée par une contre-offensive ukrainienne,. Le 24 juin, l'artillerie russe prend pour cible des infrastructures civiles près de Bohorodychne, Krasnopillia et des villages environnants. L'armée russe et LPR tentent une autre percée six jours plus tard, le 30 juin, encore une fois sans succès.
La quatrième offensive russe a lieu le 7 juillet, lorsque les forces russes lancent une attaque infructueuse contre Bohorodychne, Krasnopillia et le village voisin de Dolyna. Le même jour, les troupes russes tentent aussi, en vain, de contourner Barvinkove par l'est avec l'intention de couper l' autoroute E40 Izium-Sloviansk, une voie d'approvisionnement clé pour les troupes ukrainiennes. Une offensive majeure a eu lieu à Krasnopillia les 11 et 12 juillet, avec des bombardements féroces à Dibrivne, Mazanivka, Adamivka et Kurulka, tous des villages proches de Bohorodychne et Krasnopillia,. Le lendemain, le 13 juillet, de nouvelles attaques russes sont repoussées depuis la partie nord de Krasnopillia et Dolyna, apparemment dans le but de couper davantage l'autoroute Izioum-Sloviansk.
Les offensives russes contre Bohorodychne et Krasnopillia se sont renouvelées sans succès les 17 et 18 juillet, avec de lourds bombardements contre les villes et les installations voisines,. Les bombardements reprennent sur Bohorodychne et Krasnopillia ainsi que sur les villages environnants le 21 juillet. Le 26 juillet, les forces russes lancent une autre offensive contre Krasnopillia et Bohorodychne, bien qu'elles échouent de nouveau. Les attaques recommencent le 31 juillet, lorsque les forces russes commencent à bombarder Bohorodychne, Krasnopillia et les villages environnants depuis le village de Dmytrivka sous contrôle russe.

### Contre-attaque ukrainienne
Le 5 août, le conseiller présidentiel Oleksiy Arestovych annonce que l'armée ukrainienne a lancé une nouvelle contre-offensive près d'Izioum contre les forces russes et que les combats ont repris à Dovhenke. Le lendemain, les Russes bombardent la région, y compris à Dovhenke. Cela continue le 7 août. Les forces ukrainiennes ont également réussi à prendre les villages de Dibrivne et Dmytrivka lors de ces contre-attaques.
Le 9 août, l'armée ukrainienne reprend Mazanivka.

### Deuxième offensive vers les deux villes
Les offensives terrestres russes sont relancées le 21 août au sud et au sud-est d'Izioum, de sorte à reprendre des villages reconquis par l'Ukraine les semaines précédentes. Des sources ukrainiennes rapportent le 22 août que les russes ont tenté d'avancer sur Dmytrivka et Nova Dmytrivka, tout en lançant de nouvelles attaques sur Krasnopillia,.

### Deuxième contre-attaque ukrainienne et chute d'Izioum
Le 9 septembre, l'administration soutenue par la Russie ordonne « l'évacuation » de la population d'Izioum, Koupiansk et Velykyï Bourlouk. Plus tard dans la journée, les forces ukrainiennes atteignent Koupiansk, une plaque tournante de transit, vitale à la jonction de plusieurs des principales lignes de chemin de fer approvisionnant les troupes russes au front. L'Institut pour l'étude de la guerre déclare qu'il pensait que Koupiansk tomberait probablement dans les 72 prochaines heures. En réponse à l'avancée ukrainienne, des unités de réserve russes sont envoyées en renfort à la fois à Koupiansk et à Izioum.
Le 10 septembre, Koupiansk et Izioum sont reprises par les Ukrainiens. Ils auraient avancé vers Lyman,. Une conseillère du chef du conseil régional de Kharkiv, Natalia Popova, publie sur Facebook des photos de soldats tenant un drapeau ukrainien devant la mairie de Koupiansk. Les responsables de la sécurité ukrainiens et la police se rendent dans les territoires repris pour vérifier l'identité de ceux qui sont restés sous l'occupation russe. Plus tard dans la journée, le gouverneur de l'oblast de Louhansk, Serhiy Haidaï, affirme que les soldats ukrainiens ont avancé dans la périphérie de Lyssytchansk, tandis que les partisans ukrainiens auraient réussi à capturer des parties de Kreminna. Le New York Times déclare que "la chute de la ville stratégiquement importante d'Izioum, dans l'est de l'Ukraine, est le coup le plus dévastateur pour la Russie depuis sa retraite humiliante de Kyïv". Le porte-parole du ministère russe de la Défense, Igor Konashenkov, répond à ces développements en affirmant que les troupes russes dans la région de Balaklia et Izioum se "regrouperaient" dans la région de Donetsk "afin d'atteindre les objectifs déclarés de l'opération militaire spéciale de libération du Donbass". Le président ukrainien Zelensky déclare : « L'armée russe fait ces jours-ci la meilleure démonstration qu'elle puisse faire : montrer ses arrières. Et, bien sûr, c'est une bonne décision pour eux de courir."  Il affirme que l'Ukraine a repris 2 000 km2 depuis le début de la contre-offensive.